# Уестпорт
Вижте пояснителната страница за други значения на Уестпорт.
Уестпорт (на английски: Westport) е град в североизточната част на Съединените щати, в окръг Феърфийлд на щата Кънектикът. Населението му е около 26 400 души (2010).
Разположен е на 8 метра надморска височина на брега на Лонгайлъндския проток и на 42 километра югозападно от Ню Хейвън. Селището възниква през 1693 година и до 1732 година се нарича Банксайд, а до 1835 година – Грийнс Фарм. В началото на XX век в градчето започват да се установяват известни личности от артистичните среди на Ню Йорк, а през 50-те и 60-те години населението му бързо нараства и Уестпорт се превръща в заможно жилищно предградие.

## Известни личности
Родени в Уестпорт
- Линкълн Чайлд (р. 1957), писател

Починали в Уестпорт
- Тригант Бъроу (1875 – 1950), психолог
- Санди Денис (1937 – 1992), актриса
- Пол Нюман (1925 – 2008), актьор